# 蜘蛛卡
蜘蛛卡（英語：Mangmoom Card）是曼谷計劃中的儲值卡。目前多數通勤者都同時帶有多張卡，包括現時只可用於曼谷大眾運輸系統（BTS）和曼谷快速公交系統（BRT）的兔子卡，而MRT Plus卡則用於曼谷地鐵藍線和曼谷地鐵紫線。此卡原先預計於2016年8月推出，但因交通及運輸政策規劃辦公室需要更多時間統一不同鐵路網的票務系統而推遲至2018年。2016年11月，交通部長Arkhom Termpittayapaisith宣佈蜘蛛卡會於2017年中起可用於BTS、地鐵和機場鐵路。
2017年4月公佈MRTA會作為票務系統清算所，機場鐵路及部分電氣鐵路列車於2017年中加入，巴士和曼谷地鐵紫線自2017年10月啟用，BTS和曼谷地鐵藍線稍後再加入。2017年10月，卡片推遲至2018年中，並在推出時只能用於巴士和機場鐵路。
2018年6月，蜘蛛卡宣佈會在該月23日推出，並發行了20萬張卡，初期只可用於曼谷地鐵藍線和紫線，機場鐵路預計在10月加入。
2018年9月宣佈進一步推遲至2019年，2019年5月宣佈再一次推遲至2020年。
根據泰國交通部的計劃，公共交通車費系統整合預計將於2027年完成。